# Ixworth
Ixworth is een civil parish in het bestuurlijke gebied St. Edmundsbury, in het Engelse graafschap Suffolk met 2.177 inwoners.

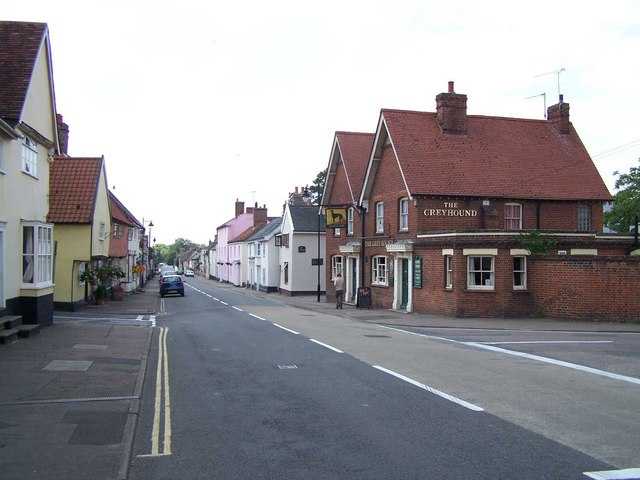